# Trabalho prisional
Nos sistemas penitenciários, os programas de trabalho prisional permitem que um prisioneiro que seja suficientemente confiável ou possa ser monitorado o suficiente para sair da prisão e trabalhar em um local de trabalho, retornando à prisão quando seu turno estiver concluído.
Alguns programas de trabalho prisional permitem maior liberdade para o prisioneiro, permitindo que os prisioneiros que seguem uma semana de trabalho de segunda a sexta-feira assistam ao trabalho e morem em suas casas nesses dias, e cumpram suas penas dois dias por vez nos fins de semana. Dependendo dos termos do programa, o preso pode cumprir sua sentença em uma casa de recuperação ou em sua própria casa enquanto não estiver trabalhando. Outros programas de trabalho prisional podem ser oferecidos a prisioneiros que estão chegando ao fim de suas sentenças e que procuram uma reintegração à vida civil, com uma possível oferta de emprego em tempo integral quando o prisioneiro for libertado.

## Prós do trabalho prisional
Os programas de trabalho prisional têm a capacidade de ter um impacto positivo nos reclusos e sua capacidade de obter emprego após serem libertados. Além disso, os internos que participam de programas de trabalho prisional são capazes de adquirir empregos quase duas vezes mais rápido quando comparados aos internos que não participam. Estudos demonstraram que os presos que participaram de um programa de trabalho prisional receberam salários mais altos em seus empregos após serem libertados. Os programas de trabalho prisional também demonstraram reduzir as taxas de reincidência entre as prisões.

## Custo
O Gabinete do Xerife do Condado de El Paso oferece um programa de liberação de trabalho. Os presos condenados a participar de programas de liberação de trabalho são obrigados a pagar uma taxa de 22 dólares por dia.

## Wisconsin
O conceito de trabalho prisional foi introduzido em Wisconsin em 1913, sob uma lei escrita pelo senador estadual Henry Huber. O programa é frequentemente chamado localmente como o programa "Lei Huber".